# Gulnoza Matniyazova
Gulnoza Matniyazova, née le 10 août 1994, est une judokate ouzbèke.

## Titres en judo
- 2013 : médaille de bronze aux Championnats d'Asie (70 kg)
- 2015 : médaille d'argent aux Championnats d'Asie (70 kg)
- 2016 : médaille de bronze aux Championnats d'Asie (70 kg)
- 2017 : médaille d'or aux Jeux de la solidarité islamique (70 kg)
- 2018 : médaille de bronze aux Jeux asiatiques de 2018 (70 kg)
- 2019 
  - médaille d'argent aux Championnats d'Asie (70 kg)
  - médaille de bronze aux Jeux mondiaux militaires d'été (70 kg)
- 2021 : médaille d'or aux Championnats d'Asie (70 kg)
- 2022 : 
  - médaille d'argent aux Championnats d'Asie (70 kg)
  - médaille d'or aux Jeux de la solidarité islamique (70 kg)